# Luciogobius
Genre
Luciogobius est un genre de poissons de la famille des Gobiidae. Il s'agit généralement de poissons d'eau de mer (nord-ouest du Pacifique) mais certaines espèces se rencontrent également en eau douce.

## Liste des espèces
D'après ITIS :
- Luciogobius adapel Okiyama, 2001
- Luciogobius albus Regan, 1940
- Luciogobius ama (Snyder, 1909)
- Luciogobius brevipterus Chen, 1932
- Luciogobius dormitoris Shiogaki & Dotsu, 1976
- Luciogobius elongatus Regan, 1905
- Luciogobius grandis Arai, 1970
- Luciogobius guttatus Gill, 1859
- Luciogobius koma (Snyder, 1909)
- Luciogobius martellii Di Caporiacco, 1948
- Luciogobius pallidus Regan, 1940
- Luciogobius parvulus (Snyder, 1909)
- Luciogobius platycephalus Shiogaki & Dotsu, 1976
- Luciogobius saikaiensis Dôtu, 1957